# 김용원 (1955년)
김용원(金龍元, 1955년 3월 22일 ~ 부산 출생)은 대한민국의 법조인이다. 1987년에 발생한 부산 형제복지원 사건의 담당 검사이다.1993년에 자신의 수사 사건들을 담은 브레이크 없는 벤츠를 출판 하였다. 이 책에는 부산 형제복지원 사건 등 각종 사건들이 수록 되어 있다.

## 학력
- ~ 1974 경남고등학교
- ~ 1978 서울대학교 법학 학사
- ~ 1980 서울대학교 대학원 법학 석사과정 수료
- ~ 1988 미시간 대학교 대학원 법학 석사

## 경력
- 1977.05 제19회 사법시험 합격(사법연수원 10기 수료)
- 1980 육군 법무관 복무
- 1983.09~1986.05 서울지방검찰청 검사
- 1986.05~1987.06 부산지방검찰청울산지청 검사
- 1988.07~1990.09 부산지방검찰청 검사
- 1990.12~1992.02 수원지방검찰청 검사, 고등검찰관
- 1999 한국노총 부산지역본부 고문 변호사
- 2001.10~2004.10 법무법인 <천지> 대표변호사
- 2004 부산지방노동위원회 공익위원
- 2007.03 한나라당 정책위원회 부위원장
- 2007.03 한나라당 중앙당 법률지원단 부단장
- 2007.12 제17대 대통령직인수위원회 법무행정분과 상임자문위원
- 2008.04~2018 법무법인 <한별> 대표변호사
- 2010.02 <세종미래포럼> 상임공동대표
- 2018 더불어민주당 부산광역시당 형제복지원 진상규명특별위원회 위원장
- 2018.11~ 부산항김용원변호사법률사무소 대표변호사
- 2023.02~ 국가인권위원회 상임위원

## 역대 선거 결과
|  | 20.15% |

|  | 16.86% |

|  | 41.74% |

## 저서
- 《브레이크 없는 벤츠》. 예하. 1993년. ISBN 8973857185
- 《천당에 간 판검사가 있을까?》. 서교출판사. 2011.
- 《진실과 거짓 2030 전쟁》. 한국문학신문. 2020.